# Más allá del jardín (película)
Más allá del jardín es una película española dirigida por Pedro Olea y basada en la novela homónima de Antonio Gala.

## Ficha artística
- Concha Velasco (Palmira Gadea)
- Fernando Guillén (Willy)
- Mari Carrillo (Ama)
- Íngrid Rubio (Helena)
- Miguel Hermoso Arnao (Álex)
- Giancarlo Giannini (Bernardo)
- Manuel Bandera (Tario)
- Carmen de la Maza (Soledad)
- Rosa Novell (monja en Ruanda)
- María Galiana (Ramona)
- Asunción Sancho (tía Montecarmelo)

## Sinopsis
Palmira, una mujer perteneciente a la aristocracia sevillana, tan conocida por su decrepitud e hipocresía, entra en una crisis emocional al llegar a la madurez.

## Palmarés cinematográfico
Goyas 1997
| Categoría                     | Persona         | Resultado |
| ----------------------------- | --------------- | --------- |
| Mejor actriz protagonista     | Concha Velasco  | Candidata |
| Mejor actriz de reparto       | Mari Carrillo   | Ganadora  |
| Mejor actriz revelación       | Íngrid Rubio    | Ganadora  |
| Mejor guion adaptado          | Mario Camus     | Candidato |
| Mejor dirección de producción | Carmen Martínez | Candidata |

Medallas del Círculo de Escritores Cinematográficos de 1996
| Categoría    | Persona        | Resultado |
| ------------ | -------------- | --------- |
| Mejor actriz | Concha Velasco | Ganadora  |